# Germán Gamazo
Gamazo y Calvo est un nom espagnol. Le premier nom de famille, en général paternel, est Gamazo ; le second, en général maternel, souvent omis, est Calvo.
Germán Gamazo y Calvo, né à Boecillo le 28 mai 1840 et mort à Madrid le 21 novembre 1901, est un juriste et homme politique espagnol.

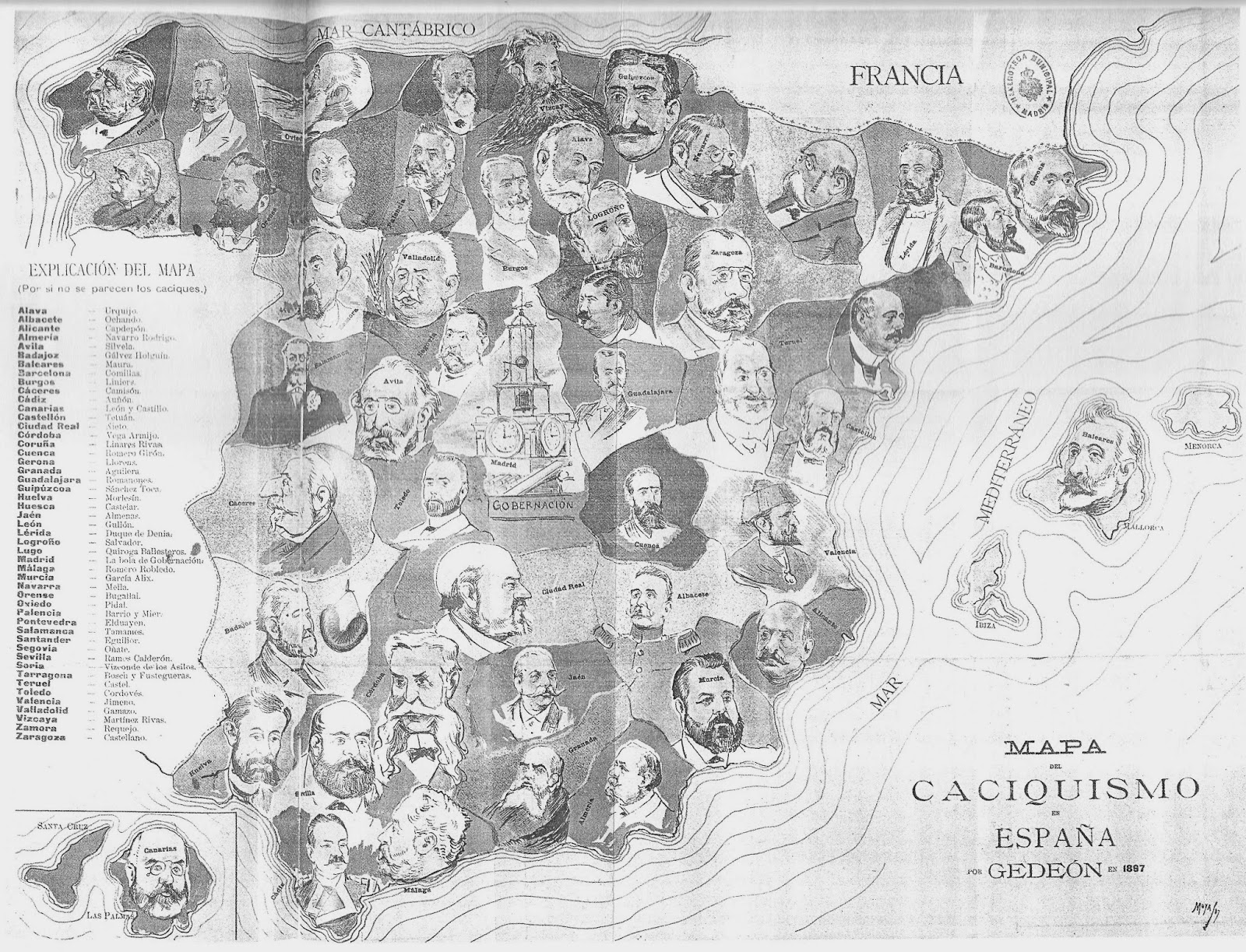
Carte du caciquisme en Espagne, caricature de Joaquín Moya publiée dans l’Almanaque de Gedeón en 1897. Gamazo est la figure du cacique pour Valladolid.

Au début de la Restauration, il fut ministre de plusieurs gouvernements libéraux — ministre des Outre-mer puis, en 1883, du Budget —.
L'historien Carlos Ferrera Cuesta le présente comme un « cacique typique de la Restauration ». Raymond Carr le décrit comme un « avocat austère qui représentait les intérêts des grands producteurs de blé de Valladolid » et « le député le plus connu des intérêts céréaliers ».
Autour de 1890, prenant la tête d’une faction libérale dite « gamaciste » (gamacista), il devient favorable à des mesures protectionnistes, s’éloigne du Parti libéral et se rapproche du conservateur Antonio Maura, de façon définitive au tournant du XXe siècle,.